# Бердау, Феликс
Феликс Бердау (пол. Feliks Berdau; 1826, Краков — 24 ноября 1895, Варшава, Царство Польское, Российская империя) — польский ботаник, фитопатолог, пионер исследований флоры Татр. Педагог, профессор. Доктор наук (1868).

## Биография
В 1846 г. окончил Ягеллонский университет со степенью магистра в области фармации. 
В 1847—1854 г. был адъюнктом в том же университете, работал под руководством профессора Рафаэля Червяковского.
В 1856—1958 работал учителем естественной истории в гимназии. 1858—1859 годы провёл за границей, побывал в Риме, Вене, Берлине, где совершенствовался в проведении ботанических исследований.
В 1860 году переехал в Варшаву. Работал преподавателем естественных наук в одной из реальных училищ.
В 1862 г. возглавил кафедру ботаники и зоологии в Политехническом институте сельского хозяйства и лесоводства в Ново-Александрии (ныне Пулавах), занимался организацией городского ботанического сада. Из-за массовых выступлений студентов во время польского январского восстания (1863—1864), институт был закрыт. Ф. Бердау вернулся в Краков, где защитил докторскую диссертацию, посвященную вопросам географии, геологии и ботаники Карпат с акцентом на Татранские горы.
После восстановления Института сельского хозяйства и лесоводства в 1869 году Ф. Бердау вернулся в Ново-Александрии и стал заведующим кафедры ботаники. В этой должности трудился до 1886 г. Из-за плохого состояния здоровья (паралича) был вынужден покинуть институт.

## Научная деятельность
Работы Феликса Бердау по исследованию флоры окрестностей Кракова, Пенин, Татр и Бескидов принесли ему большую известность.
В 1867 году он начал издавать одну из своих важнейших работ — «Флора Татр, Пенин и западных Бескидов». Окончательная публикация была завершена в 1890 году. Публиковал статьи на страницах журналов: «Tygodnik Ilustrowany», «Wszechświat», во Всеобщей энциклопедии С. Оргельбрандa и энциклопедии сельского хозяйства.
Ф. Бердау занимался также фитопатологией растений. Ему принадлежит раздел «Болезни растений» («Choroby roślin») в вышедшей в Варшаве «Encyklopedyi rolnictwa» («Энциклопедии растений», 1873), первого на польском языке обширного описания актуальных для того времени данных о фитопатологии.
Его именем названы несколько растений.

## Избранные сочинения
- Wycieczka botaniczna w Tatry odbyta w r. 1854 («Biblioteka Warszawska» 1855),
- Flora północnej strony Tatrów (oк. 1858),
- Geographisch-botanische Skizze des Tatra-Gebirges («Österreichisches Botanisches Wochenblatt» 1855),
- Spis roślin właściwych Tatrom (1860),
- Flora okolic Krakowa (1869),
- Flora Tatr, Pienin i Beskidu Zachodniego (1867—1888).